# トニー・タン
トニー・タン・ケン・ヤム（英語: Tony Tan Keng Yam、中国語: 陳慶炎、1940年2月7日 - ）は、シンガポールの政治家、銀行員、数学者。同国第7代大統領。

## 経歴
英華学校、セント・パトリックス・スクール、セント・ジョセフス・インスティテューション卒。シンガポール国立大学学士（物理学・首席）、マサチューセッツ工科大学修士（オペレーションズ・リサーチ）、アデレード大学博士（数学）。母校のシンガポール国立大学で教鞭をとった後、華僑銀行に勤めて総経理（総支配人）に至るが、政界を志し離職。
1979年に執政党の人民行動党所属国会議員となり、教育省政務次長（Senior Minister of State）。1980年には教育大臣として入閣。その後、通商産業大臣、財務大臣、保健大臣を歴任。
1991年に閣僚を退任し、華僑銀行に復職するが、議員ポストは維持した。
1995年に内閣に戻り、副首相と国防大臣を兼任。
2005年に閣僚を退き、翌年の国会改選にも出馬せず、以降はさまざまな機関の指導ポストに就いた。
2011年8月29日のS・R・ナザン大統領の任期満了にともなう大統領選挙に、人民行動党を形式離党して出馬。スローガンは「実績・信頼・誠実」。8月27日の投票で当選。9月1日に就任した。
2015年3月14日、建国50周年を記念し8月7日を特別休日に制定すると発表。
2016年11月30日～12月4日には、日本・シンガポール外交関係樹立50周年を記念して日本を訪問した。
後任の大統領を決める選挙は2017年8月に行われる予定であったが、同月の建国記念行事が選挙運動に重なることを理由に、選挙は9月23日に延期された。9月1日をもってトニー・タンは予定どおり任期満了で大統領を退任し、J・Y・ピレーが代行を務めている。
| 候補者                   | シンボル・政党     | シンボル・政党     | 投票結果  | 投票結果 | 投票結果 |
| 候補者                   | シンボル・政党     | シンボル・政党     | 得票数    | 得票率   | 得票率   |
| ------------------------ | ------------------ | ------------------ | --------- | -------- | -------- |
| トニー・タン・ケン・ヤム |                    | 無所属             | 745,693   | 35.20%   |          |
| タン・チェン・ボック     |                    | 無所属             | 738,311   | 34.85%   |          |
| タン・ジー・セイ         |                    | 無所属             | 530,441   | 25.04%   |          |
| タン・キン・リャン       |                    | 無所属             | 104,095   | 4.91%    |          |
| 有効票                   | 有効票             | 有効票             | 2,118,540 | 98.24%   |          |
| 無効票                   | 無効票             | 無効票             | 37,849    | 1.76%    |          |
| 投票数                   | 投票数             | 投票数             | 2,156,389 | 100.00%  |          |
| 有権者数 ／ 投票率       | 有権者数 ／ 投票率 | 有権者数 ／ 投票率 | 2,274,773 | 94.80%   |          |

## 私生活
1964年にチー・ビー・キアンと結婚し、4人の子をもうけた。